# Espinasses
Espinasses é uma comuna francesa na região administrativa da Provença-Alpes-Costa Azul, no departamento de Altos-Alpes. Estende-se por uma área de 13,86 km². Em 2010 a comuna tinha 817 habitantes (densidade: 58,9 hab./km²).